# Conductor d'elefants

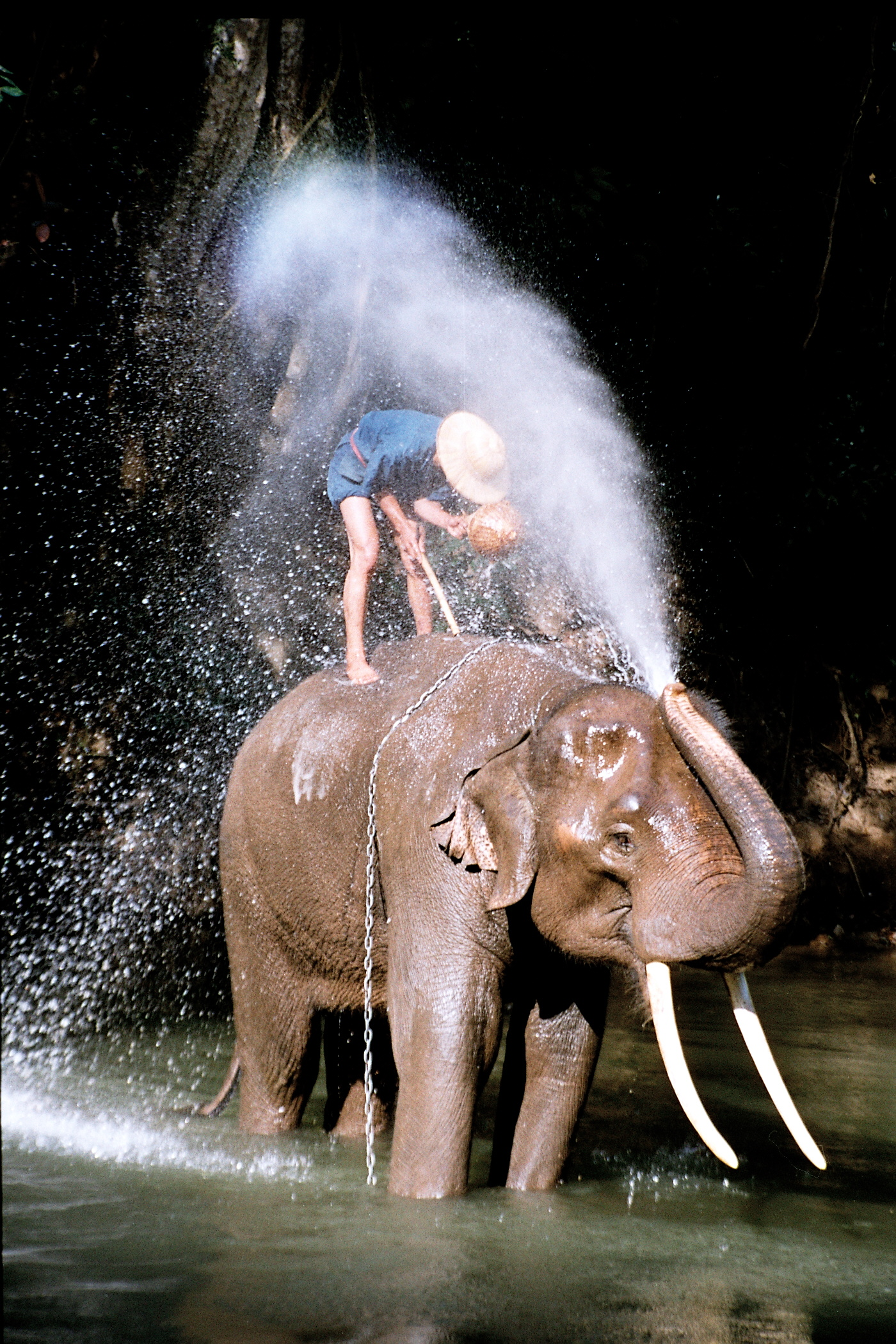
Cornac rentant un elefant.

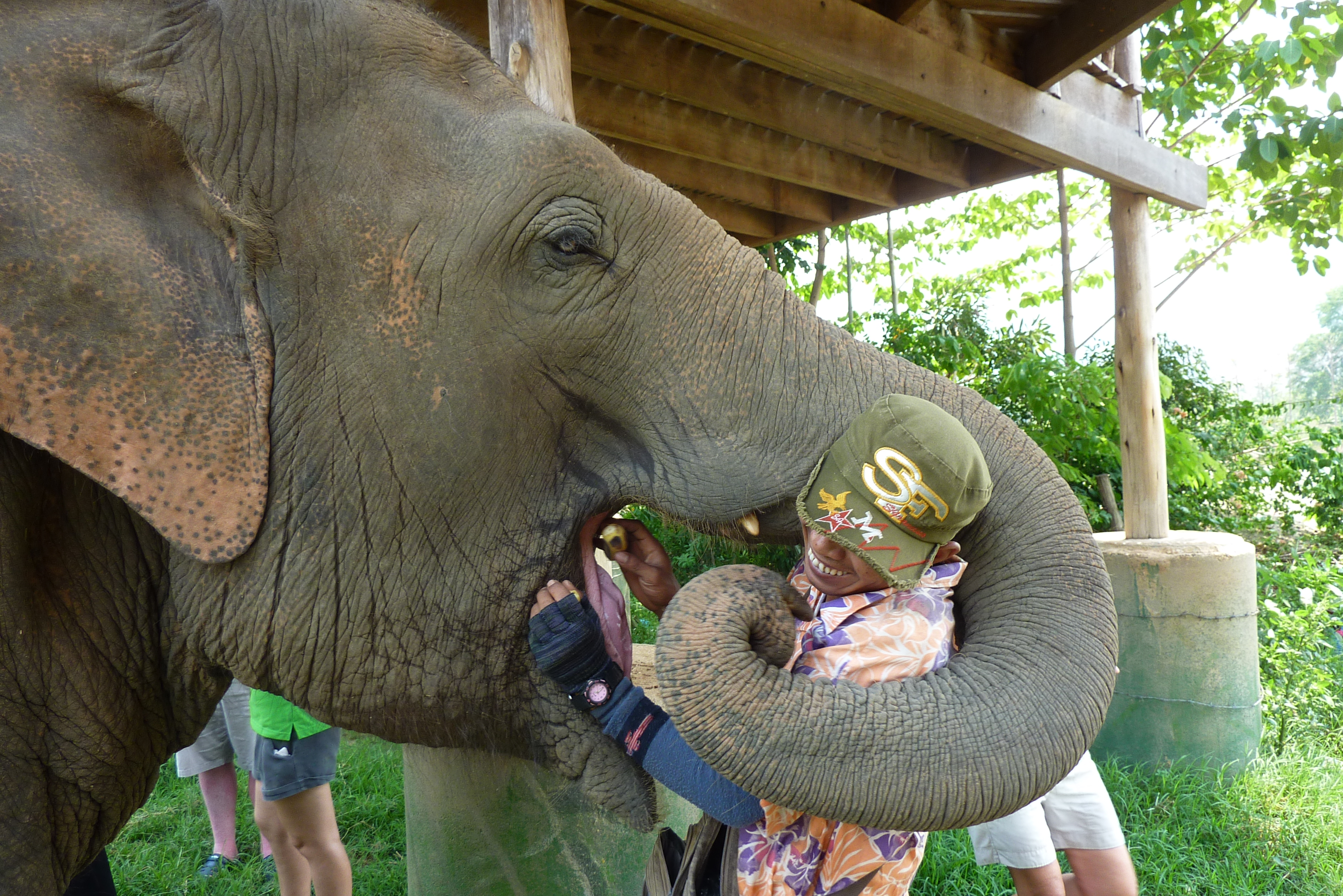
Cornac amb elefant a Tailàndia

Un conductor d'elefants o cornac és aquella persona que maneja i coneix un elefant.

## Formació
Normalment algú que serà un conductor d'elefants comença des de molt jove gràcies a l'experiència que li proporciona la proximitat de la seva família dins del negoci del maneig d'elefants. Quan al jove mahout se li assigna un elefant, l'animal és escollit des de petit perquè així, tant genet com a animal es coneguin un a l'altre. S'espera que el conductor formi un estret i únic vincle amb l'elefant, i per això, es procura que un mateix conductor sigui el que acompanyi i condueixi a l'elefant al llarg de la vida d'aquest.

## Eines
Les eines més usades pels conductors d'elefants són les cadenes i una llança metàl·lica anomenada Ankusa, també coneguda com a anlius, o ankus usada per controlar l'elefant picant-li en algunes àrees del cap, com la boca o darrere de les orelles, on l'animal és més sensible.